# Torneo de Róterdam 2009
El Torneo de Róterdam fue un evento de tenis que se disputó en Róterdam (Países Bajos) entre el 9 de febrero y el 15 de febrero de 2009.

## Campeones
- Individuales masculinos:  Andy Murray derrota a   Rafael Nadal 6-3, 4-6, 6-0.

- Dobles masculinos:  Daniel Nestor /  Nenad Zimonjić  derrotan a  Lukáš Dlouhý /  Leander Paes 6–2, 7–5.